# Alatococcus
Alatococcus, monotipski biljni rod iz porodice sapindovki, dio potporodice Sapindoideae, opisan tek 2012. godine. Jedina je vrsta brazilski endem A. siqueirae iz Espírito Santa.
A. siqueirae je manje do srednje stablo (14 - 19 metara). Listovi su naizmjenični, čašica zigomorfna.